# Мосар
Мо́сар (белор. Мосар) — деревня в Глубокском районе Витебской области Беларуси. В составе Уделовского сельсовета.
Расположена на реке Маргва. Название Мосар — финно-угорского происхождения и означает «болото», «влажное место».

## История
Впервые упоминается в 1514 г. как владение Юрия Зеновича. Согласно грамоте вел . князя Сигизмунда Августа от 11 октября 1554 года Яну Михайловичу Зеновичу было разрешено при своем имении Мосар над рекой Дисна заложить местечко, а также предоставлено право на торговлю и учреждение "свободных" корчем. В Мосаре на ночлег останавливался Стефан Баторий во время похода на Псков во время Ливонской войны. От Зеновичей (Деспот-Зеновичей) имение в 1-й половине XVII века перешло к Мартиану Воловичу, виленскому земскому писарю, в 1639 г. — к Петру Долмат-Исайковскому герба «Прус І», ловчему литовскому. В 1657 дочь Петра Карла Долмат - Исайковскага - Софья , вдова Самуила Паца, во второй раз вышла замуж за Виктора Константина Млечко герба «Долива» («Три Розы»), полковника жмудского. Их дочь Констанция получила Мосар в приданое, выйдя замуж за Яна Владислава Бжостовского герба «Стремя» , каштеляна трокского. С этого времени Мосар на протяжении более чем 200 лет принадлежал Бжостовским.
Во времена Станислава Августа Понятовского, в 1775-1790-е , при Роберте и Анне Бжостовских в Мосаре возведен двухэтажный дворец в стиле классицизма (уничтожены Красной Армией во время наступления в 1920-м) и костел Св. Анны. Дворец окружал парк с дубовой аллеей и садом. В те времена несколько раз в Мосаре гостил король Станислав Август Понятовский, который даже участвовал здесь в археологических раскопках как любитель старины.
В 18-1-й пол. 19 в. существовала униатская церковь. Народное училище , открытое в 1872 , располагалась в общем доме , финансировалось в размере 200 рублей в год. В 1885 г. в имении Мосар было 558 жителей и 2030 десятин земли. В одноименной деревне насчитывалось 117 жителей.
В 1870-е годы Мосар приобрел Эдмунд Пилсудский. Следующим и последним владельцем имения был его сын Каликст Юзеф. С 1921 Мосар в составе Польши, принадлежал Луцк — Козловской гмине Дисненского повета Виленского воеводства. Крупнейшими земельными собственниками были Эдмунд Пилсудский, Каликст Пилсудский — родственники Юзефа Пилсудского.
С 1939 Мосар в составе БССР, с 12 октября 1940 — центр сельсовета Дуниловичского района. С 20 января 1960 находился в Глубокском районе, с 20 мая 1960 — в Уделовском сельсовете. В 1997 в деревне насчитывалось 494 жителя и 231 двор.
Мосар на старых фотографиях:
- Костёл Св. Анны
- Дворцово-парковый комплекс Бжостовских
- Дворец
- Дворец, интерьер

## Культура
В храме св. Анны и на площадке за костёлом проходит фестиваль "Дударскі рэй".

## События и мероприятия
- 27 мая 2019 года Мосар принял эстафету огня II Европейских игр

## Достопримечательности
- Этнографический музейКурганный могильник —  Историко-культурная ценность Республики Беларусь, шифр 213В000398
- Мосарский камоид — геологический памятник природы республиканского значения
- Фольварк Пилсудских (XVIII — XIX вв.). Сохранился частично
- Католическая церковь Св. Анны (1792), принадлежала иезуитам[4] —  Историко-культурная ценность Республики Беларусь, шифр 212Г000397
- Памятник Иоанну Павлу II
- Культурно-дендрологический комплекс — филиал государственного учреждения культуры «Глубокский историко-этнографический музей»

## Интересные факты
Священнослужитель Юозас Булька создал при местной католической церкви антиалкогольный музей, заложил аллею трезвости, много внимания уделял благоустройству деревни. В туристических проспектах Мосар окрестили «белорусским Версалем».

## Известные жители и уроженцы
- Ксёндз Юозас Булька — католический священник, бывший настоятель костёла Святой Анны в деревне Мосар Глубокского района Витебской области
- Бжостовский, Павел Ксаверий — государственный и религиозный деятель Великого княжества литовского, меценат